# Polizeiruf 110: Der schlanke Tod
Der schlanke Tod ist ein deutscher Kriminalfilm von Thomas Jacob aus dem Jahr 1996. Es ist die 183. Folge innerhalb der Filmreihe Polizeiruf 110 und der dritte Fall für das Ermittlerduo Schmücke und Schneider.

## Handlung
Die halleschen Kommissare Schmücke und Schneider ermitteln im Todesfall der Mitarbeiterin einer pharmazeutischen Firma. Ruth Baselitz war nach einem Streit mit ihrem Chef und Lebensgefährten Dr. Helmut Merten von dessen Party und mit seinem Wagen verärgert weggefahren und erleidet einen tödlichen Verkehrsunfall. Da die Polizei keine Bremsspuren vorfindet, geht sie zunächst von Suizid aus. Ihre Kinder Lena und Robert Baselitz sind schockiert und erklären den Ermittlern, dass ihre Mutter nicht depressiv war. Ihrer Meinung nach kann nur Dr. Merten mit ihrem Tod zu tun haben, denn er wollte sich von seiner Partnerin trennen, da er sich mit seiner jungen Kollegin Dr. Kerstin Paslak eingelassen hatte. Nachdem sich herausstellt, dass die Bremsleitungen des Unfallautos absichtlich durchtrennt worden waren, wird Dr. Merten zum Hauptverdächtigen. Spuren in dessen Garage deuten darauf hin, dass die Manipulation dort durchgeführt wurde. Er leugnet jedoch, irgendetwas mit dem Unfall zu tun zu haben. Bei ihren Recherchen finden die Kommissare heraus, dass Mertens als Chef in seiner Firma nicht allzu beliebt war. Somit hätte der Anschlag auch durchaus ihm gelten können.
Lena Baselitz findet im Nachlass ihrer Mutter Unterlagen, wonach Dr. Merten ein noch nicht zugelassenes Präparat zur Gewichtsreduzierung an Patienten verabreicht hat und dabei möglicherweise eine Frau gestorben ist. Sie unterrichtet Kommissar Schmücke darüber, der sich daraufhin mit diesem Todesfall auseinandersetzt. Ein Sachverständiger erklärt ihm jedoch, dass es schwierig sein würde, den Tod der Frau zweifelsfrei dem Medikament zuzuschreiben. So machen die Ermittler einen weiteren Patienten ausfindig, der sich bei Frau Dr. Paslak in Behandlung befindet und ebenfalls das Präparat bekommt. Mit einem Trick verschafft sich Schmücke eine Blutprobe des Mannes. Er hofft, damit beweisen zu können, dass Dr. Merten ein nichtzugelassenes Mittel herstellt und mit Hilfe von Dr. Paslak illegal an Patienten verabreicht.
Robert Baselitz gesteht inzwischen von Selbstvorwürfen geplagt seiner Schwester, dass er es war, der die Bremsleitungen zerschnitten hat. Er wollte seine Mutter von dem tyrannischen Dr. Merten befreien und hatte nicht ahnen können, dass dieser sein Auto Ruth Baselitz anvertraut. In seinem Kummer erschießt sich Robert mit einer Pistole. Lena Baselitz eilt daraufhin zu Dr. Merten und will ihn für ihre Familientragödie büßen lassen. Sie bedroht ihn mit Roberts Pistole, doch ehe sie schießen kann, erscheint Kommissar Schmücke und verhindert einen weiteren Mord.

## Hintergrund
Der schlanke Tod wurde von „Stallion Film“ und der „TNF Tele-Norm-Film GmbH“ im Auftrag des MDR produziert.

## Kritik
TV Spielfilm zeigte den Daumen nach oben und befand: „Weiße Kittel, dreckige Westen: schön knifflig“.